# Марголис, Александр Давидович
Александр Давидович Марголис (род. 14 мая 1947, Ленинград) — советский и российский историк, краевед и общественный деятель, телеведущий. Кандидат исторических наук (1996), председатель Санкт-Петербургского отделения Всероссийского общества охраны памятников истории и культуры (ВООПИиК).

## Биография
Родился в семье преподавателей высшей школы. Отец — экономист Давид Александрович Марголис (1904—1985), в юности прошёл гражданскую войну, затем окончил рабочий факультет, а в 1932 году стал проректором Финансово-экономического института. Участвовал в Великой Отечественной войне, начав службу в Ленинградском народном ополчении и закончив в Берлине подполковником действующей армии. В сентябре 1952 года был репрессирован в ходе борьбы с «безродным космополитизмом» и находился в заключении вплоть до 1956 года. Мать, историк-медиевист и этнограф Варвара Ивановна Герасимова (1906—1989), также окончила рабфак, где и познакомилась с будущим мужем, а 23 июня 1941 года защитила кандидатскую диссертацию по истории под руководством академика Б. Д. Грекова; в 1950-х — начале 1960-х — заведующая Русским отделом Музея этнографии народов СССР.
А. Д. Марголис начал свою трудовую деятельность в 1963 году учеником слесаря на Ленинградском заводе «Красногвардеец». В 1966 году без отрыва от производства окончил 34-ю среднюю школу рабочей молодёжи и поступил на гуманитарный факультет Новосибирского государственного университета. Специализировался на кафедре истории СССР у Н. Н. Покровского и Л. М. Горюшкина. В студенческие годы занимался историей сибирской ссылки. Окончив университет в 1971 году, в течение года преподавал историю и обществоведение в Лебедевской средней школе Искитимского района Новосибирской области.
С осени 1972 работал в Государственном музее истории Ленинграда. Сначала экскурсоводом, с 1974 — старшим научным сотрудником, в 1980—1990 годах — заведующим научно-экспозиционным отделом истории города досоветского периода. За годы работы в музее участвовал в создании более 50-ти постоянных экспозиций и временных выставок в Ленинграде и других городах страны, в том числе «История Петербурга-Петрограда XVIII — начала XX веков» в Комендантском доме Петропавловской крепости (1975), Дом-музей декабристов в г. Петровск-Забайкальский (1980), «В. И. Ленин и газета „Правда“» (1984), «Заповедная зона Ленинграда: вчера, сегодня, завтра» (1988), Дом-музей академика М. А. Лаврентьева в новосибирском Академгородке (1990).
В 1980—1991 совмещал службу в музее с преподаванием исторического краеведения в Ленинградском государственном институте культуры имени Н. К. Крупской. В 1996—2006 читал курс истории Отечества в Восточно-Европейском институте психоанализа, в 2004—2010 годах преподавал петербурговедение в Санкт-Петербургском государственном университете культуры и искусств.
В 1990—1991 был советником председателя Ленсовета А. А. Собчака. В 1991—2007 годах — генеральный директор Международного благотворительного фонда спасения Петербурга-Ленинграда, созданного для содействия восстановлению архитектурных памятников северной столицы, спасению и эффективному использованию музейных, архивных и библиотечных фондов.
В 1996 году защитил в Северо-Западной академии государственной службы диссертацию на соискание учёной степени кандидата исторических наук по теме «Тюрьма и ссылка в императорской России. Исследования и архивные находки», вернувшись к тематике, которую разрабатывал в период учёбы в НГУ.
Организатор и участник многочисленных научных конференций по проблемам истории Петербурга и сохранения культурного наследия, куратор различных издательских проектов. В 1996—2001 руководил подготовкой и проведением международных обучающих семинаров по программе «Музеи в период перемен».
Автор книг и статей по вопросам истории России XVIII—XX веков, часть которых опубликована в Бельгии, Великобритании, Германии, Польше, Финляндии, Франции, Швейцарии. В качестве главного редактора возглавлял подготовку энциклопедий «Санкт-Петербург» (2004), «Культура Ленинградской области» (2007) и «Еврейский Петербург» (2020), электронные версии которых представлены в Интернете. Автор и соавтор около 700 статей в различных энциклопедических справочниках.
С 1975 сотрудничал с телевидением, был автором и ведущим около 100 телевизионных передач, посвящённых истории Петербурга (лауреат конкурса МедиаСоюза 2003 года).
В 2007 избран сопредседателем Совета Санкт-Петербургского городского отделения ВООПИиК (председатель с 2012). Председатель Совета Научно-информационного центра «Мемориал» (Санкт-Петербург) с 2012 года. Член Совета по сохранению культурного наследия при Правительстве Санкт-Петербурга и Правления Санкт-Петербургского Союза краеведов.

## Основные публикации

### Книги
- Пионерская площадь (соавтор Б. М. Кириков). — Л.: Лениздат, 1983. — 112 с., илл.
- Тюрьма и ссылка в императорской России: Исследования и архивные находки. — М.: Лантерна, Вита, 1995. — 207 с.
- Sint-Petersburg: Staad von steen triomf en tranen. — Brussel, 1995. — 96 с., илл. (co-author Boris Kirikov). (на флам. яз.)
- Санкт-Петербург и пригороды: Альбом. — СПб.: Абрис, 1999. — 160 с., илл.
- Дворцы Санкт-Петербурга: Альбом. — М.: Слово/Slovo, 2003. — 520 с., илл.
- Санкт-Петербург: История. Архитектура. Искусство: Альбом. — М.: Слово/Slovo, 2007. — 420 с., илл.
- Царскосельский коттедж: Дача великого князя Бориса Владимировича. — СПб.: Серебряный век, 2009. — 113 с., илл.
- Музеи Петербурга и области: Справочник-путеводитель. — СПб.: Институт культурных программ, 2009. — 207 с., илл.
- Петербург: история и современность. — М.: Центрполиграф, 2014. — 319 с., илл.
- Очерки истории петербургских дворцов. — М.: Центрполиграф, 2015. — 320 с., илл.
- Политические репрессии и сопротивление тоталитарному режиму в Петрограде-Ленинграде. 1917—1991: Справочник. — СПб.: Серебряный век, 2016. — 475 с.
- Петербургский некрополь: Участники Отечественной войны 1812 года: Справочник. — СПб.: Серебряный век, 2017. — 97 с., илл.
- Из истории общественного движения в защиту культурного наследия в Петербурге-Ленинграде. 1907—1938. — СПб.: 2018. — 28 с., илл.

### Редактор, автор-составитель
- The Most Interesting Routes. About The City. St.Petersburg Traveller`s Guide = Путеводитель по Санкт-Петербургу: Наиболее интересные маршруты. — М.: Лантерна, Вита, 1995. — 446 с., илл. — ISBN 5-86191-010-3 (на англ. яз.).
- Петербург декабристов. — СПБ.: Контрфорс, 2000. — 528 с., илл.
- Санкт-Петербург. 1703—2003. (Совместно с Г. В. Вилинбаховым и А. В. Кобаком). — М., 2003. — 1112 с., илл.
- Общественная жизнь Ленинграда в годы перестройки. 1985—1991: Сб. материалов. (Совместно с О. Н. Ансберг). — СПБ.: Серебряный век, 2009. — 784 с., илл.
- Санкт-Петербург: Наследие под угрозой. (Совместно с Е. Минченок, М. Бинни и К. Сесил). — СПб.—М., 2012. — 253 с., илл.
- Советский государственный террор и сопротивление тоталитарному режиму: Хроника основных событий. 1917—1991. (Совместно с Т. Б. Притыкиной и А. Ю. Даниэлем). Изд. 2-е, испр. и доп. — СПб: Серебряный век, 2019. — 320 с.

### Статьи
- О создании заповедной зоны Ленинграда (соавтор Б. М. Кириков) // Градостроительная охрана памятников истории и культуры: Сб. научных трудов. — М., 1987. С. 151—175.
- Petersburg in Image and Myth // Tradition and Revolution in Russian Art. Mancheser, 1990. — Pp. 178—183.
- Восстание 14 декабря 1825 // Отечественная история в 5 т.: т. 1. — М., 1994. С. 484—486.
- Александр Герцен и современная Россия (соавтор О. К. Крокинская) //Герцен и современность: Сб. статей. — СПб., 1996. С. 6—19.
- Tauwetter. Stagnation. Perestroika // du Die Zeitschrift der Kultur (Zurich). 1998. № 12. — Pp. 78-79.
- L’identite de Saint-Petersbourg au seuil du XXI siècle // Saint-Petersbourg: une fenetr sur la Russie. Ville, modernization, modernite. 1900—1935. — Paris, 2000. — Pp. 187—194.
- Краткий очерк истории строительства Санкт-Петербурга // Санкт-Петербург: Планы и карты. — СПб., 2004. С. 8—15.
- Д. С. Лихачёв и сохранение Всемирного наследия // Культура и время. 2006. № 4 (22). — С.242—247.
- «Экология культуры» Д. С. Лихачёва // Труды Государственного Эрмитажа. LX. — СПб., 2012. С. 7—16.
- Orte der Erinnerung an den Terror in Sankt Petersburg und im Leningrader Gebiet // Berliner Debatte Initial 24. 2013, № 1. — Pp. 88-92.

## Награды и премии
- 1984 — серебряная медаль ВДНХ СССР «За достигнутые успехи в области музейного строительства» (1984)[14].
- 2005 — Анциферовская премия «За общий вклад в современное петербурговедение»[15].
- 2011 — Нагрудный знак «За заслуги перед польской культурой» Министерства культуры и национального наследия Польши[16].
- 2011, 2017 — медали «За заслуги в сохранении Наследия Отечества» ВООПИиК.
- 2013 — Премия имени академика Д. С. Лихачёва «За выдающийся вклад в сохранение культурного наследия России»[17].

## Семья
Жена — Ольга Константиновна Крокинская (род. 1948), профессор РГПУ им. А. И. Герцена, доктор социологических наук; сын — Константин Александрович Марголис (род. 1967), исполнительный директор студии «Панорама» (Санкт-Петербург).
Брат — Юрий Давидович Марголис (1930—1996), советский и российский историк, профессор исторического факультета СПбГУ.